# Polsko-Belgijska Pracownia Architektury

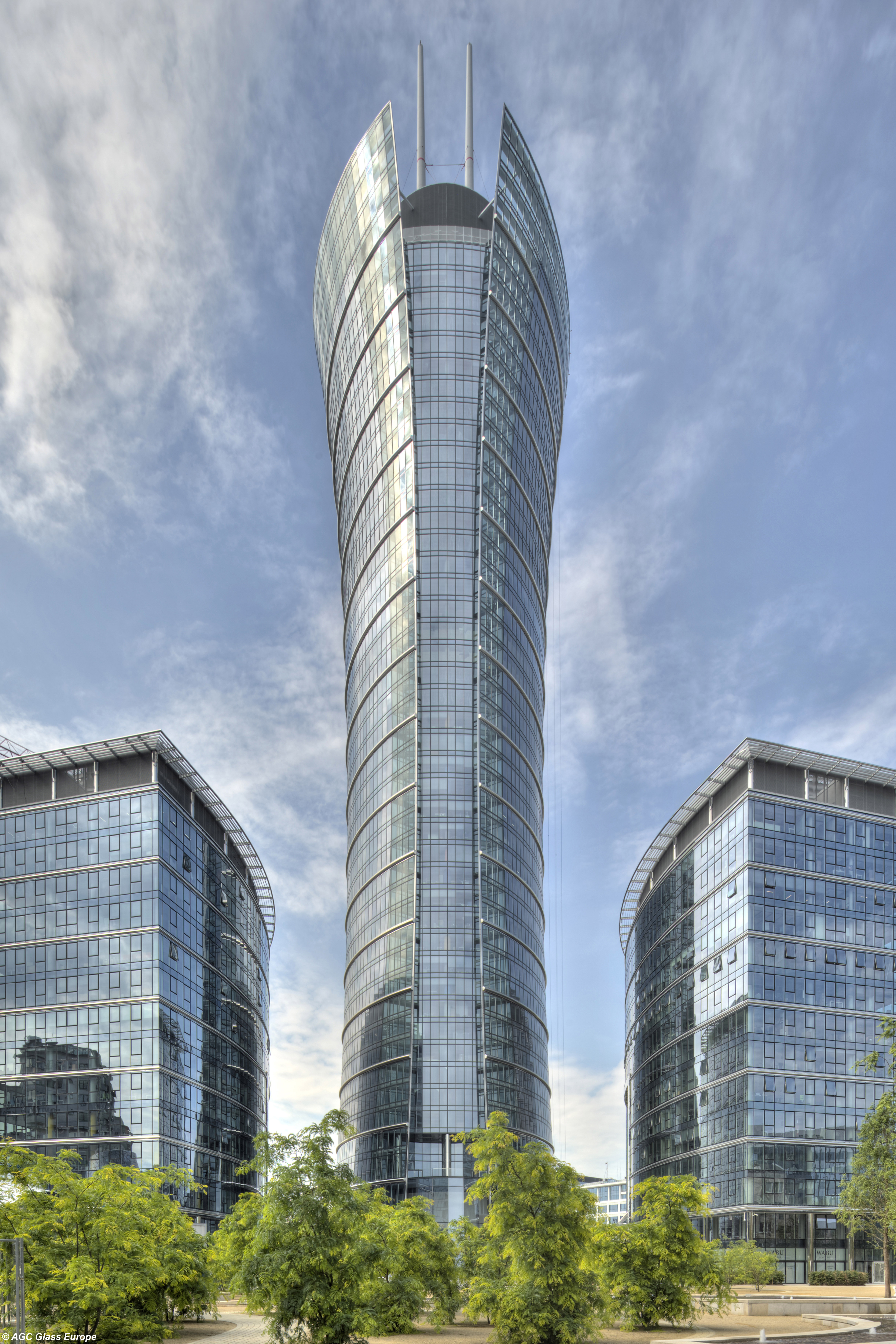
Warsaw Spire, ein 2016 fertiggestelltes Hochhaus in Warschau

Unter Polsko-Belgijska Pracownia Architektury (genau: Projekt PBPA) firmiert ein Architektenbüro in Warschau. Das Unternehmen wurde 1991 von den Architekten Leszek Klajnert und George Czyż gegründet; es war ein Joint-venture aus der polnischen APA Leszek Klajnert (Autorska Pracownia Architektoniczna) und dem belgischen Architekturstudio von Czyż, CDG SPRL in Brüssel. Zunächst wurden Projekte in Belgien, Frankreich und auf Mauritius realisiert.
In Folge der politischen Wende in Polen und der daraufhin steigenden Nachfrage nach modernen Immobilien wurde Warschau das vorwiegende Betätigungsfeld der Architekten. Unter anderem gestaltete PBPA das Gebäude des Hotels Hyatt Warschau, die Apartmentanlagen Vista Mokotów und Rezydencja Sienna, die Bankzentrale der BRE Bank (der wiederaufgebaute Jabłonowski-Palast) sowie die Bürogebäude Sienna Center, Warta Tower und Warsaw Spire. Aktuell werden zwei Projekte des Studios realisiert: die Warschauer Hochhäuser Warsaw Unit und der PHN Tower.